# سيدني أ. فون لوثر
سيدني أ. فون لوثر هو سياسي أمريكي، ولد في 5 مايو 1925 في شارلوت أمالي في الولايات المتحدة، وتوفي في 15 أغسطس 1985 في مانهاتن في الولايات المتحدة. انتخب عضو مجلس ولاية نيويورك ‏.